# Sandauerholz
Sandauerholz is een plaats en voormalige gemeente in de Duitse deelstaat Saksen-Anhalt, en maakt deel uit van de Landkreis Stendal.
Sandauerholz telt 1.642 inwoners.

## Geschiedenis
De toenmalige zelfstandige gemeente is op 1 juli 2009 geannexeerd door de gemeente Iden. Tot de gemeente behoorden de volgende Ortsteile: Büttnershof, Germerslage en Kannenberg die sinds 1 juli 2009 ook Ortsteil zijn van Iden.

## Verkeer en vervoer
In de buurt van Sandauerholz is een veerverbinding via een gierpont over de Elbe naar Sandau.